# Hôrka nad Váhom
Hôrka nad Váhom (em húngaro: Vághorka) é um município da Eslováquia, situado no distrito de Nové Mesto nad Váhom, na região de Trenčín. Tem 18,32 km² de área e sua população em 2018 foi estimada em 764 habitantes.

## Demografia
| Ano:        | 1994 | 2004   | 2014   | 2024   |
| ----------- | ---- | ------ | ------ | ------ |
| Broj ljudi: | 703  | 680    | 732    | 789    |
| Razlika:    |      | -3,27% | +7,64% | +7,78% |

| Ano:               | 2023 | 2024   |
| ------------------ | ---- | ------ |
| Número de pessoas: | 794  | 789    |
| Diferença:         |      | -0,62% |